# Phyllachora melanoplaca
Phyllachora melanoplaca är en svampart. Phyllachora melanoplaca ingår i släktet Phyllachora och familjen Phyllachoraceae.

## Underarter
Arten delas in i följande underarter:
- veratri
- melanoplaca